# Wielersport op de Olympische Zomerspelen 1972
De wielersport is een van de sporten die beoefend werden tijdens de Olympische Zomerspelen 1972 in München, West-Duitsland. 
De baandisciplines werden gereden in het Olympia-Radstadion.

## Heren

### baan

#### tijdrit, 1000 m
| rang   | sporter(s)         | land | tijd    |
| ------ | ------------------ | ---- | ------- |
| Goud   | Niels Fredborg     | DEN  | 1:06.44 |
| Zilver | Danny Clark        | AUS  | 1:06.87 |
| Brons  | Jürgen Schütze     | GDR  | 1:07.02 |
| 4      | Karl Köther        | FRG  | 1:07.21 |
| 5      | Janusz Kierzkowski | POL  | 1:07.22 |
| 6      | Dimo Angelov       | BUL  | 1:07.55 |
| 7      | Christian Brunner  | SUI  | 1:07.71 |
| 8      | Edoeard Rapp       | URS  | 1:07.73 |

#### sprint, 1000 m
| rang   | sporter(s)      | land | tijd               |
| ------ | --------------- | ---- | ------------------ |
| Goud   | Daniel Morelon  | FRA  | 11.69 11.25        |
| Zilver | John Nicholson  | AUS  |                    |
| Brons  | Omar Pkhakadze  | URS  | -11.62 12.12 11.34 |
| 4      | Klaas Balk      | NED  |                    |
| 5      | Niels Fredborg  | DEN  |                    |
| 5      | Jürgen Geschke  | GDR  |                    |
| 5      | Massimo Marino  | ITA  |                    |
| 5      | Peter van Doorn | NED  |                    |

#### tandem, 2000 m
| rang   | sporter(s)                           | land | tijd               |
| ------ | ------------------------------------ | ---- | ------------------ |
| Goud   | Vladimir Semenets Igor Zjelovalnikov | URS  | -10.68 10.52 10.60 |
| Zilver | Werner Otto Jürgen Geschke           | GDR  |                    |
| Brons  | Andrzej Bek Benedykt Kocot           | POL  | 10.76 10.67        |
| 4      | Daniel Morelon Pierre Trentin        | FRA  |                    |
| 5      | Ivan Kučírek Vladimir Popelka        | TCH  |                    |
| 5      | Manu Snellinx Noël Soetaert          | BEL  |                    |
| 5      | Jürgen Barth Rainer Müller           | FRG  |                    |
| 5      | Klaas Balk Peter van Doorn           | NED  |                    |

#### individuele achtervolging, 4000 m
| rang   | sporter(s)         | land | tijd    |
| ------ | ------------------ | ---- | ------- |
| Goud   | Knut Knudsen       | NOR  | 4:45.74 |
| Zilver | Xaver Kurmann      | SUI  | 4:51.96 |
| Brons  | Hans Lutz          | FRG  | 4:50.80 |
| 4      | John Bylsma        | AUS  | 4:54.93 |
| 5      | Carlos Alvarez     | ARG  |         |
| 5      | Luciano Borgognoni | ITA  |         |
| 5      | Luis Díaz          | COL  |         |
| 5      | Roy Schuiten       | NED  |         |

#### ploegachtervolging, 4000 m
| rang   | sporter(s)                                                                 | land | tijd    |
| ------ | -------------------------------------------------------------------------- | ---- | ------- |
| Goud   | Günther Schumacher Jürgen Colombo Günter Haritz Udo Hempel (Peter Vonhof)  | FRG  | 4:22.14 |
| Zilver | Uwe Unterwalder Thomas Huschke Heinz Richter Herbert Richter               | GDR  | 4:25.25 |
| Brons  | William Moore Michael Bennett Ian Hallam Ronald Keeble                     | GBR  | 4:23.78 |
| 4      | Bernard Kręczyński Paweł Kaczorowski Janusz Kierzkowski Mieczysław Nowicki | POL  | 4:26.06 |
| 5      | Nikifor Petrov Plamen Timtsjev Dimo Angelov Ivan Stanojev                  | BUL  |         |
| 5      | Ad Dekkers Gerard Kamper Herman Ponsteen Roy Schuiten                      | NED  |         |
| 5      | Viktor Bykov Vladimir Koeznetsov Anatoli Stepanenko Aleksandr Joedin       | URS  |         |
| 5      | Martin Steiger Xaver Kurmann René Savary Christian Brunner                 | SUI  |         |

### weg

#### individueel
Afstand: 182.4 km
| rang   | sporter(s)      | land | tijd    |
| ------ | --------------- | ---- | ------- |
| Goud   | Hennie Kuiper   | NED  | 4:14:37 |
| Zilver | Clyde Sefton    | AUS  | 4:15:04 |
| Brons  | niet uitgereikt |      |         |
| 4      | Bruce Biddle    | NZL  | 4:15:04 |
| 5      | Philip Bayton   | GBR  | 4:15:07 |
| 6      | Philip Edwards  | GBR  | 4:15:09 |
| 7      | Wilfried Trott  | FRG  | 4:15:09 |
| 8      | Francesco Moser | ITA  | 4:15:09 |

Jaime Huélamo ( ESP) eindigde als derde maar werd gediskwalificeerd wegens een positieve dopingtest. Coramine was een middel dat wel was toegestaan door de UCI, maar niet door het IOC.

#### ploegentijdrit
Afstand: 100 km
| rang   | sporter(s)                                                      | land | tijd      |
| ------ | --------------------------------------------------------------- | ---- | --------- |
| Goud   | Valeri Jardi Gennadi Komnatov Valeri Lichatsjov Boris Sjoekov   | URS  | 2.11:17.8 |
| Zilver | Ryszard Szurkowski Edward Barcik Lucjan Lis Stanisław Szozda    | POL  | 2.11:47.5 |
| Brons  | niet uitgereikt                                                 |      |           |
| 4      | Ludo Delcroix Gustaaf Hermans Gustaaf Van Cauter Louis Verreydt | BEL  | 2.12:36.7 |
| 5      | Thorleif Andresen Arve Haugen Knut Knudsen Magne Orre           | NOR  | 2:13:20.7 |
| 6      | Lennart Fagerlund Tord Filipsson Leif Hansson Sven-Åke Nilsson  | SWE  | 2:13:36.9 |
| 7      | Tibor Decreceni Imre Géra József Peterman András Takács         | HUN  | 2:14:18.8 |
| 8      | Gilbert Bischoff Bruno Hubschmid Roland Schär Ulrich Sutter     | SUI  | 2:14:33.6 |

Hennie Kuiper, Cees Priem, Fedor den Hertog en Aad van den Hoek ( NED) eindigden als derde (tijd 2:12:27.1) maar werden gediskwalificeerd wegens een positieve dopingtest. Van den Hoek werd betrapt op het gebruik van coramine, een middel dat wel was toegestaan door de UCI, maar niet door het IOC.

## Medaillespiegel
| rang   | land                     | goud | zilver | brons | totaal |
| ------ | ------------------------ | ---- | ------ | ----- | ------ |
| 1      | Sovjet-Unie              | 2    | 0      | 1     | 3      |
| 2      | Bondsrepubliek Duitsland | 1    | 0      | 1     | 2      |
| 3      | Denemarken               | 1    | 0      | 0     | 1      |
| 3      | Frankrijk                | 1    | 0      | 0     | 1      |
| 3      | Nederland                | 1    | 0      | 0     | 1      |
| 3      | Noorwegen                | 1    | 0      | 0     | 1      |
| 7      | Australië                | 0    | 3      | 0     | 3      |
| 8      | DDR                      | 0    | 2      | 1     | 3      |
| 9      | Polen                    | 0    | 1      | 1     | 2      |
| 10     | Zwitserland              | 0    | 1      | 0     | 1      |
| 11     | Groot-Brittannië         | 0    | 0      | 1     | 1      |
| totaal | totaal                   | 7    | 7      | 5     | 19     |

Athene 1896 · 
Parijs 1900 · 
St. Louis 1904 · 
Londen 1908 · 
Stockholm 1912 · 
Antwerpen 1920 · 
Parijs 1924 · 
Amsterdam 1928 · 
Los Angeles 1932 · 
Berlijn 1936 · 
Londen 1948 · 
Helsinki 1952 · 
Melbourne 1956 · 
Rome 1960 · 
Tokio 1964 · 
Mexico-stad 1968 · 
München 1972 · 
Montréal 1976 · 
Moskou 1980 · 
Los Angeles 1984 · 
Seoel 1988 · 
Barcelona 1992 · 
Atlanta 1996 · 
Sydney 2000 · 
Athene 2004 · 
Peking 2008 · 
Londen 2012 · 
Rio de Janeiro 2016 ·
Tokio 2020 ·
Parijs 2024 ·
Los Angeles 2028
Medaillewinnaars: Baanwielrennen · BMX · Mountainbike · Wegwielrennen
Atletiek · Badminton (demonstratie) · Basketbal · Boksen · Boogschieten · Gewichtheffen · Handbal · Hockey · Judo · Kanovaren · Moderne vijfkamp · Paardensport · Roeien · Schermen · Schietsport · Schoonspringen · Turnen · Voetbal · Volleybal · Waterpolo · Waterskiën (demonstratie) · Wielersport · Worstelen · Zeilen · Zwemmen